# Resolutie (optische systemen)
Bij optische systemen zoals telescopen wordt de resolutie of het scheidend vermogen uitgedrukt in de kleinste (boog)hoek tussen twee objecten (zoals een dubbelster) die nog gescheiden waargenomen kunnen worden. Hoe kleiner deze hoek, hoe groter de resolutie (een kleine hoek correspondeert met een hoge resolutie en een scherper beeld). Als wordt gezegd dat de resolutie evenredig is aan een bepaalde parameter, wordt bedoeld dat de kleinste hoek tussen twee objecten die nog gescheiden waargenomen kunnen worden, omgekeerd evenredig is met die parameter. Impliciet is de resolutie dus evenredig aan (bijvoorbeeld gelijk aan) het omgekeerde van die hoek.
Bij verder foutloze optiek wordt het scheidend vermogen beperkt (dus de genoemde hoek naar beneden begrensd) door de diffractie; zie hiervoor ook het artikel Airy-schijf. Vaak wordt de resolutie echter beperkt door diverse lensfouten.
Voor fotografische objectieven wordt het scheidend vermogen uitgedrukt in lijnen per millimeter in het beeldvlak. Afhankelijk van de kwaliteit van een lens ligt de waarde voor kleinbeeldfotografie tussen enige tientallen tot meer dan 100. Er is geen scherpe grens te trekken, een betere meting is dan ook de MTF (Modulation Transfer Function, modulatie-overdrachtsfunctie), een curve die aangeeft welke (ruimtelijke) frequenties in welke mate verzwakt worden.
Het scheidend vermogen van een lens is geen constante waarde, het varieert met het ingestelde diafragma, de plek waar gemeten wordt (het beeldcentrum heeft een hogere waarde dan de randen) het contrast van het onderwerp, voor zoomlenzen met de ingestelde brandpuntsafstand, de kleur van het licht waarmee gemeten wordt en soms ook met de richting waarin de meetlijnen lopen (radiaal op de optische as of transversaal).